# Oulad Tayeb
Oulad Tayeb  (in arabo أولاد الطيب‎?) è un centro abitato e comune rurale del Marocco situato nella prefettura di Fès, regione di Fès-Meknès. Conta una popolazione di 24 594 abitanti (censimento 2014).